# Jinonice
Jinonice (deutsch Ninonitz) ist seit 1922 ein Stadtteil von Prag (Tschechien). Der Stadtteil befindet sich in der Hügellandschaft südwestlich vom Zentrum und gehört größtenteils zum Verwaltungsbezirk Prag 5.

## Lage

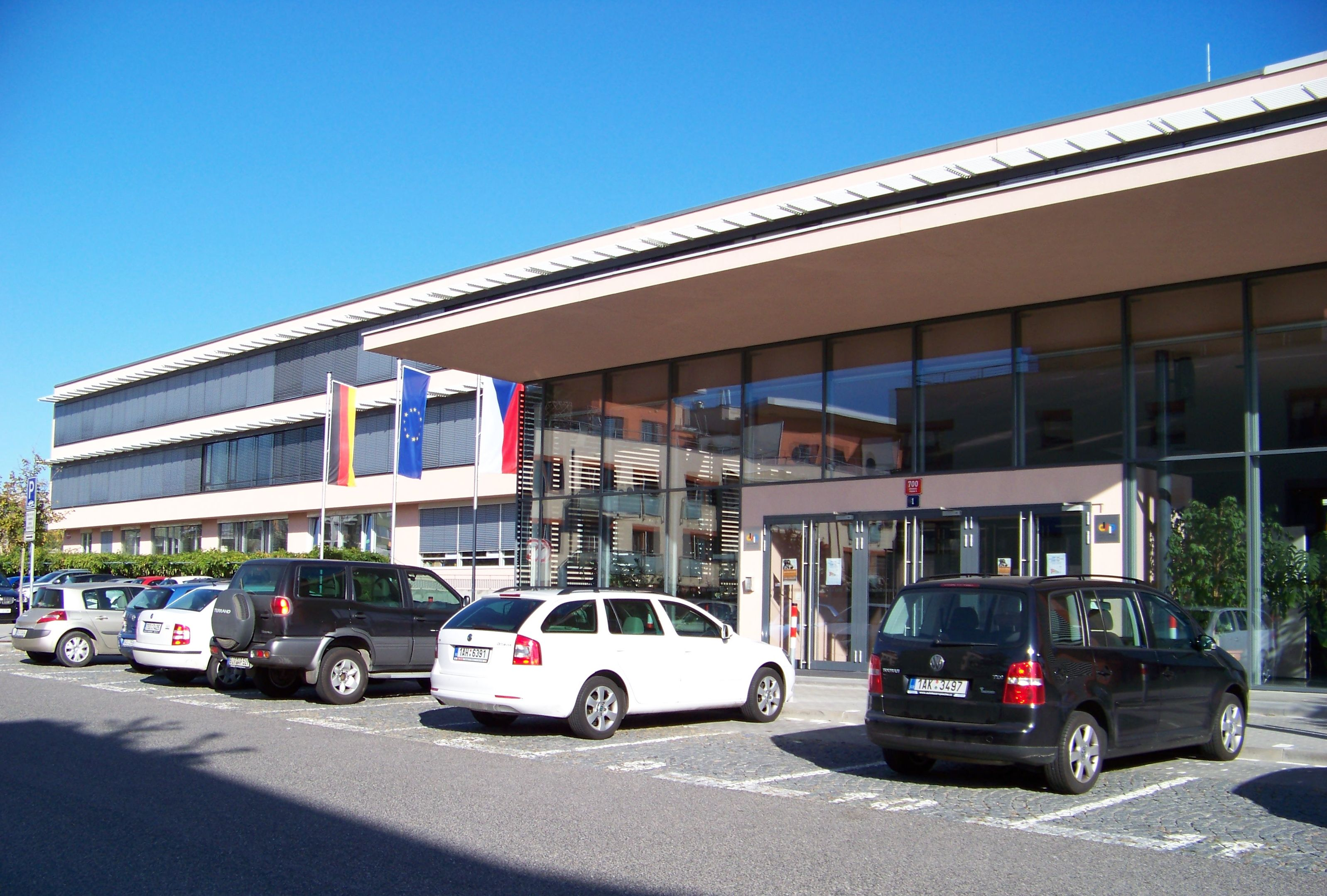
Deutsche Schule Prag

Jinonice ist ein Villenviertel und bildete nach seiner Eingemeindung ursprünglich den Stadtbezirk Prag XVII. Dank der Hügel Vidoule und Děvín gab es keine geeignete Fläche für den Bau von Hochhäusern. Trotz der zerstreuten Bauweise befinden sich im Stadtteil große Industriefirmen, die bereits in den zwanziger Jahren entstanden, wie Walter, Motorlet und zugehörige Firmen. Auch die Deutsche Schule Prag liegt in diesem Stadtteil.
Aufgrund seiner eher ruhigen Lage bei gleichzeitiger guter Verkehrsanbindung (Metrostationen Jinonice und Nové Butovice, Autobahn E50) wurden in den 2000er Jahren zahlreiche Einfamilienhäuser gebaut.

## Geschichte
Jinonice gehört mit Butovice zu den ältesten Gemeinden von Prag 5. Die erste urkundliche Erwähnung findet sich im Jahr 1088 in der Gründungsliste des Kollegiatenkapitels Vyšehrad. Vermutlich existierte in Jinonice eine Festung, zumindest aber ein großer Hof am Fuße der Hügel. An dieser Stelle wurde wahrscheinlich von der Familie Schwarzenberg 1665 ein kleines Schloss mit Brauerei erbaut, an dem im 19. Jahrhundert Änderungen im Stile des Klassizismus vorgenommen wurden. Nach dem Dreißigjährigen Krieg – die Schlacht am Weißen Berg hatte nur wenige Kilometer entfernt stattgefunden – standen in Jinonice nur noch wenige Häuser, erst im Laufe des 19. Jahrhunderts nahm die Bevölkerung wieder deutlich zu. 1991 hatte der Ort 2239 Einwohner. Im Jahr 2001 bestand Jinonice aus 585 Häusern, in denen 2962 Menschen lebten.

Ansichten von Jinonice
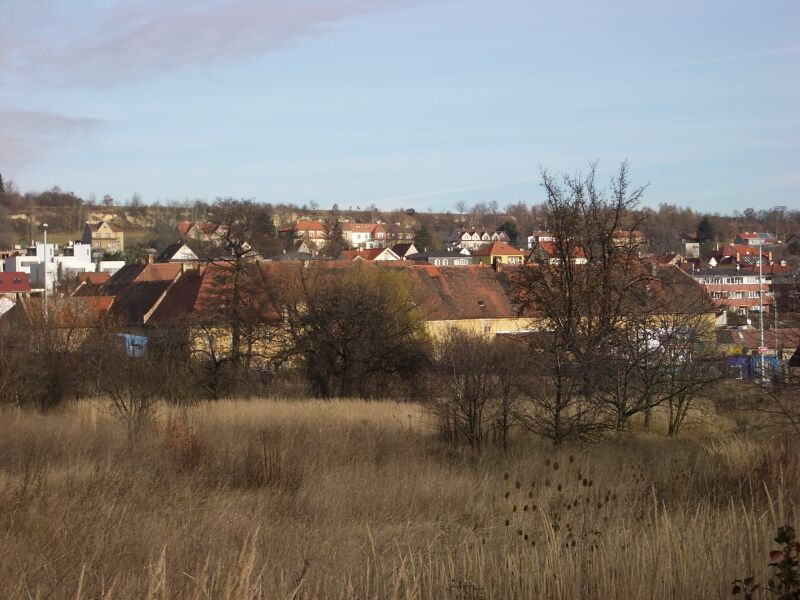
Blick von der Metro Station Nove Butovice
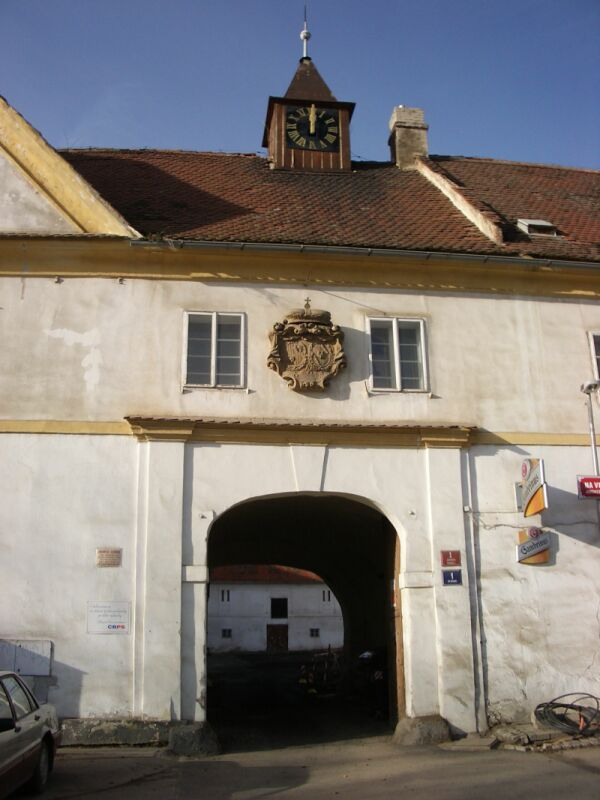
Eingang zum Schloss
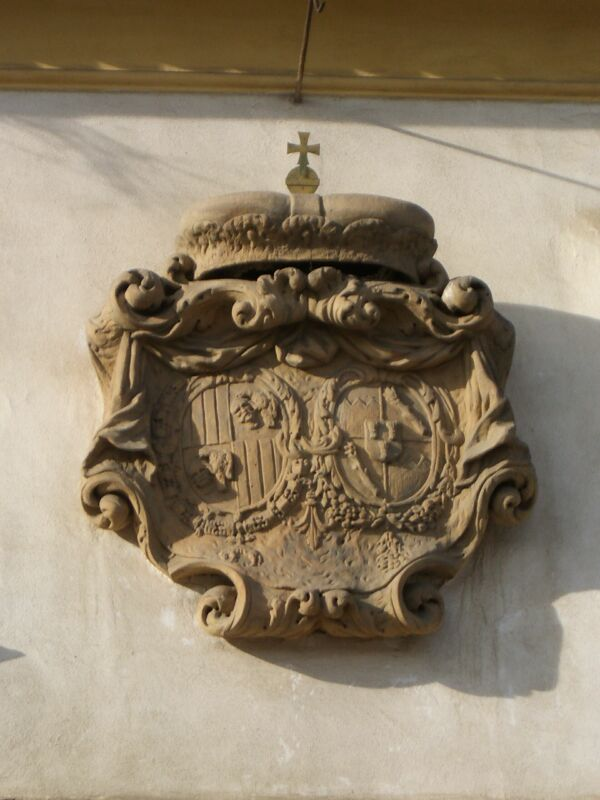
Wappendetail über dem Schlossportal
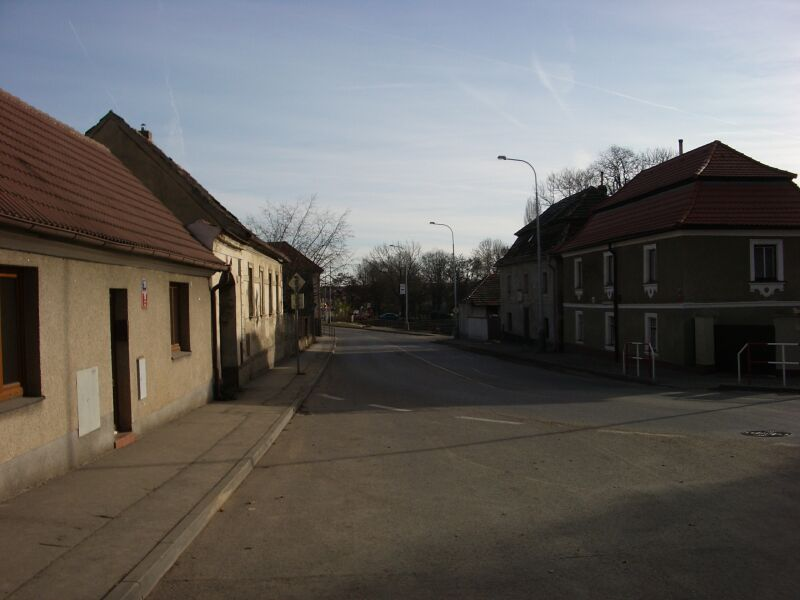
Blick vom Schloss entlang der Hauptstraße